# Alexandre Negrão
Alexandre Sandres "Xandi" Negrão, född den 14 oktober 1985 i Brasilien, är en brasiliansk racerförare.

## Racingkarriär
Negrão körde för Piquet Sports i Sud Am F3 2003-2004, då han vann titeln det senare året. Samma år körde han körde även ett par tävlingar i det brittiska mästerskapet, innan han graduerade till GP2 med Piquet-taeamet, och där körde han i tre säsonger, utan att lyckas vinna någon tävling. Negrãos bästa totalplacering var trettonde 2006. Efter några lopp i A1GP för A1 Team Brazil, körde Negrão i FIA GT under 2008, då han vann sitt första race i klassen på Nogaro, och blev sammanlagd trea i mästerskapets GT1-klass tillsammans med Miguel Ramos.